# Питу, Луи Анж
Луи Анж Питу (фр. Louis Ange Pitou; 2 апреля 1767, Молеан — 8 мая 1846, Париж) — французский публицист, журналист и поэт.

## Биография
При монархии Луи Анж Питу обучался в духовной семинарии и готовился стать священником, однако после начала Великой Французской революции покинул это заведение и стал журналистом в издании «Journal général de la cour et de la ville». В своих расходившихся большими тиражами памфлетах и брошюрах он, будучи ярым роялистом, защищал монархию. После восстания 10 августа 1792 года временно ушёл в подполье. В сентябре начал издавать роялистскую газету «La Révolution de 1792». Был также роялистским агентом, имел связь с Вандеей и шуанами.
Впервые Луи Анж Питу был арестован в июне 1793 года, но вскоре освобождён. После 9 термидора (27 июля 1794 года) опубликовал высмеивающий власть водевиль «Tableau de Paris» в десяти частях. Был редактором дискредитировавшей якобинцев газеты «L’Ami du peuple». В 1795 году, при термидорианском Конвенте, стал уличным певцом и в своих песнях высмеивал республиканский строй. После 13 вендемьера (5 октября 1795 года) избежал ареста, но после переворота 18 фрюктидора (4 сентября 1797 года) был арестован и приговорён властями Директории к высылке на каторгу в Кайенну, Французская Гвиана.
После переворота 18 брюмера (9 ноября 1799 года) Луи Анж Питу возвратился в Париж, вначале ушёл из политики, затем опять побывал в тюрьме за свои песни и в 1805 году издал «Relation de voyage à Cayenne et chez les anthropophages» (2-е издание, 1808). Недовольный правительством Реставрации, назначившим ему лишь небольшую пенсию, он обличал его во множестве брошюр.